# 魯穆
魯穆（1381年—1437年），字希文，浙江天台縣人。明朝官員，同進士出身。

## 生平
魯穆為永樂四年（1406年）丙戌科三甲第一百一十九名進士，除福建道監察御史，以敢言著稱。升福建按察司僉事。
正統年間，升任右僉都御史。為官清廉，家無余產，有子魯崇志。

## 延伸阅读
[在维基数据编辑]
 《國朝獻徵錄·卷之五十六》，出自焦竑《國朝獻徵錄》
 《明史卷一百五十八》，出自《明史》